# Jérémy Manière
Jérémy Manière (26 luglio 1992) è un ex calciatore svizzero, di ruolo difensore.

## Caratteristiche tecniche
È un difensore centrale.

## Carriera
Cresciuto nelle giovanili dello Yverdon, ha esordito il 26 luglio 2009 in occasione del match perso 5-3 contro il Thun.

## Statistiche

### Presenze e reti nei club
Statistiche aggiornate al 22 febbraio 2017.
| Stagione        | Squadra         | Campionato      | Campionato | Campionato | Coppe nazionali | Coppe nazionali | Coppe nazionali | Coppe continentali | Coppe continentali | Coppe continentali | Altre coppe | Altre coppe | Altre coppe | Totale | Totale | Totale |
| Stagione        | Squadra         | Comp            | Pres       | Reti       | Comp            | Pres            | Reti            | Comp               | Pres               | Reti               | Comp        | Pres        | Reti        | Pres   | Reti   |        |
| --------------- | --------------- | --------------- | ---------- | ---------- | --------------- | --------------- | --------------- | ------------------ | ------------------ | ------------------ | ----------- | ----------- | ----------- | ------ | ------ | ------ |
| 2009-2010       | Yverdon         | ChL             | 23         | 0          | CS              | 0               | 0               |                    | -                  | -                  |             | -           | -           | 23     | 0      |        |
| 2010-2011       | Yverdon         | ChL             | 26         | 0          | CS              | 0               | 0               |                    | -                  | -                  |             | -           | -           | 26     | 0      |        |
| Totale Yverdon  | Totale Yverdon  | Totale Yverdon  | 49         | 0          |                 | 0               | 0               |                    | -                  | -                  |             | -           | -           | 49     | 0      |        |
| 2011-2012       | Thun            | ASL             | 8          | 0          | CS              | 0               | 0               |                    | -                  | -                  |             | -           | -           | 8      | 0      |        |
| 2012-gen. 2013  | Thun            | ASL             | 3          | 0          | CS              | 0               | 0               |                    | -                  | -                  |             | -           | -           | 3      | 0      |        |
| Totale Thun     | Totale Thun     | Totale Thun     | 11         | 0          |                 | 0               | 0               |                    | -                  | -                  |             | -           | -           | 11     | 0      |        |
| gen.-giu. 2013  | Bienne          | ChL             | 12         | 1          | CS              | 0               | 0               |                    | -                  | -                  |             | -           | -           | 12     | 1      |        |
| 2013-2014       | Bienne          | ChL             | 31         | 1          | CS              | 2               | 0               |                    | -                  | -                  |             | -           | -           | 33     | 1      |        |
| 2014-2015       | Bienne          | ChL             | 33         | 0          | CS              | 1               | 0               |                    | -                  | -                  |             | -           | -           | 34     | 0      |        |
| 2015-gen. 2016  | Bienne          | ChL             | 11         | 0          | CS              | 0               | 0               |                    | -                  | -                  |             | -           | -           | 11     | 0      |        |
| Totale Bienn3   | Totale Bienn3   | Totale Bienn3   | 87         | 2          |                 | 3               | 0               |                    | -                  | -                  |             | -           | -           | 90     | 2      |        |
| gen.-giu. 2016  | Losanna         | ChL             | 16         | 1          | CS              | 0               | 0               |                    | -                  | -                  |             | -           | -           | 16     | 1      |        |
| 2016-2017       | Losanna         | ASL             | 29         | 0          | CS              | 1               | 0               |                    | -                  | -                  |             | -           | -           | 30     | 0      |        |
| 2017-2018       | Losanna         | ASL             | 14         | 0          | CS              | 2               | 0               |                    | -                  | -                  |             | -           | -           | 16     | 0      |        |
| Totale carriera | Totale carriera | Totale carriera | 206        | 3          |                 | 6               | 0               |                    | -                  | -                  |             | -           | -           | 212    | 3      |        |